# Sébastien Barberis
Pour les articles homonymes, voir Barberis.
Sébastien Barberis, né le 31 mai 1972 à Sion, est un footballeur suisse. Au cours de sa carrière, il a évolué au FC Lausanne-Sports, au  Servette FC et au FC Bâle, avant de finir sa carrière au FC Bulle. Il est le fils de l’ancien international suisse Umberto Barberis.
Il est également consultant sportif pour la chaîne de télévision suisse RTS Deux.

## Carrière
Né le 31 mai 1972, Sébastien Barberis est né à Sion, alors que son père, Umberto Barberis, joue dans le club local. Sébastien Barberis commence sa carrière de footballeur en 1990, en Ligue nationale B, à l’ES Malley où il est prêté par le FC Lausanne-Sports. L’année suivante, il est à nouveau prêté au club de la banlieue lausannoise,. 
En 1992, il rejoint le Servette FC. En 1994, il remporte son premier titre de champion de Suisse avec le club genevois. En 1996, il est finaliste de la Coupe de Suisse. En 1997, après une saison au cours de laquelle il joue peu, il quitte Genève pour le FC Bâle. 
Avec le club bâlois, il remporte trois titres de champion de Suisse, en 2002, 2004 et 2005, ainsi que deux coupes de Suisse en 2002 et 2003. Il participe également à la Ligue des champions de l'UEFA en 2002-2003, qui a vu son club s’arrêter à la deuxième phase de groupe. À la fin de la saison 2004-2005, il met un terme à sa carrière professionnelle et rejoint le FC Bulle en première ligue (troisième division). 
Il met un terme définitif à sa carrière en 2007, et devient le directeur sportif du club bullois. En 2010, à la suite de la relégation du club gruérien en quatrième division, il quitte son poste, en même temps que l’entraîneur Stéphane Henchoz.